# Saul Raisin
Saul Raisin, nacido en Dalton, Georgia el 6 de enero de 1983, es un ex ciclista profesional estadounidense.
Debutó como profesional en 2005 con el equipo Crédit Agricole, en el que estuvo enrolado toda su carrera deportiva, finalizada en 2008.
Tuvo unos inicios prometedores, puesto que en la temporada de su debut se impuso en la clasificación de la montaña del Tour del Porvenir, además de un segundo puesto en una etapa.
Al año siguiente, confirmó las expectativas creadas con una victoria de etapa en el Tour de Langkawi. En 2007 y 2008 no consiguió victorias. Con la desaparición del equipo Crédit Agricole no encontró acomodo en el profesionalismo y decidió colgar la bicicleta.

## Palmarés
2006
- 1 etapa del Tour de Langkawi

## Equipos
- Crédit Agricole (2005-2008)